# Znajomi z ZOO
Znajomi z ZOO – polski program przyrodniczy, produkowany przez TVP Wrocław, nadawany w latach 1994-2003 przez TVP3 Regionalna, prowadzony przez małżeństwo Antoniego i Hannę Gucwińskich.
Program, nagrywany we Wrocławskim ZOO, nawiązywał do znanego z nadawanego przez Telewizję Polską przez wiele lat Z kamerą wśród zwierząt, również prowadzonego przez Gucwińskich.